# Marina el Monjo
Marina el Monjo o Marí (Bitínia, ~460 o 725 - Qannoubine, Síria, 508 o 765) fou una dona que va viure com a monjo en un monestir masculí del Líban. És venerada com a santa a tota la cristiandat.

## Hagiografia

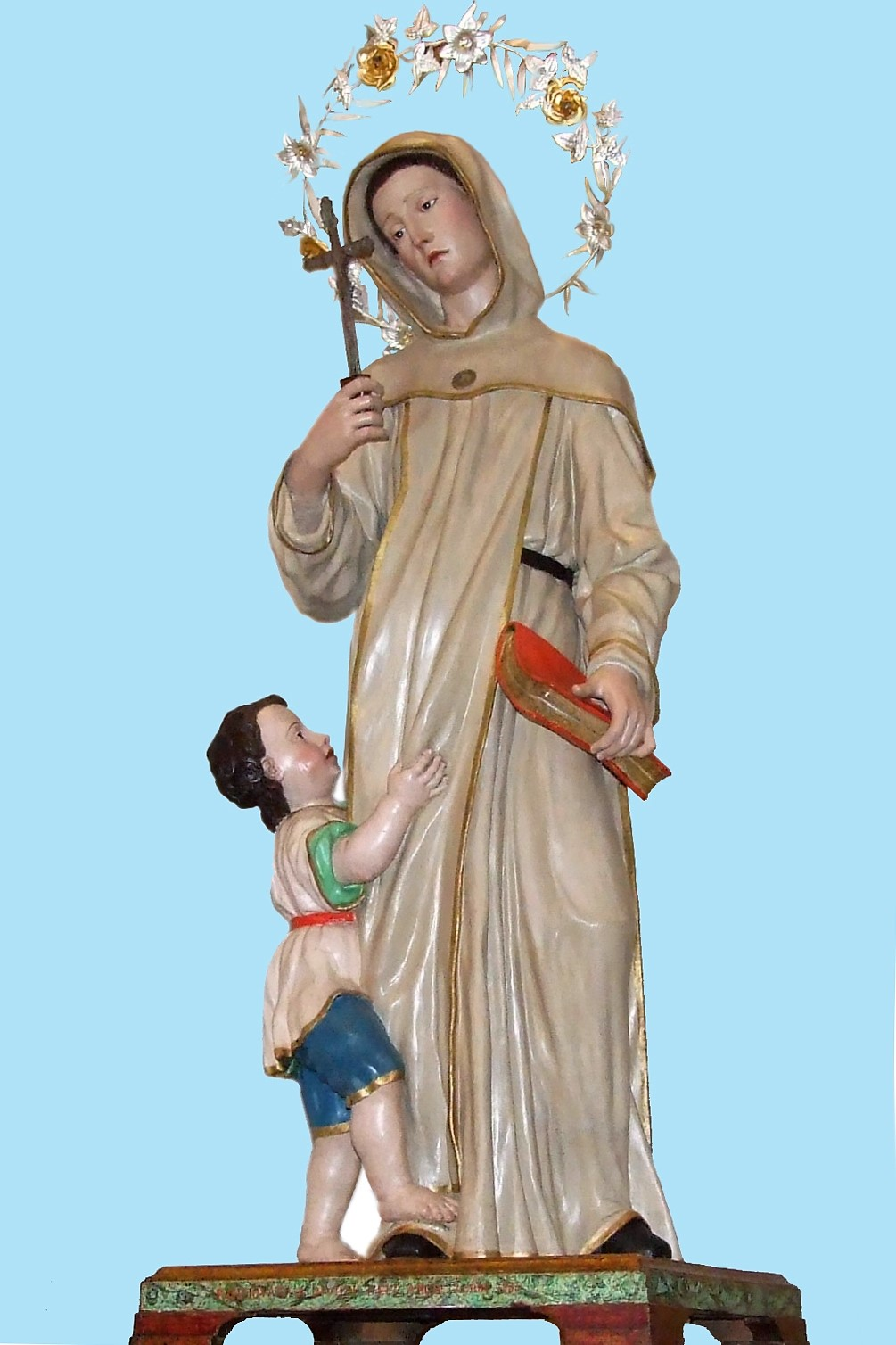
S.Marina V. Polistena

Marina nasqué a Bitínia de pares cristians cap al 725. En morir la mare, el seu pare Eugeni decidí de retirar-se a un monestir a Qannoubine (Síria); Marina volia seguir-lo i, per no separar-se'n, ingressà al monestir amb el nom de Marí, fent-se passar per home. Amb els cabells curts i vestida amb l'hàbit i la caputxa, podia passar-hi desapercebuda. Va viure al monestir fins a la mort del seu pare, deu anys després, fent la mateixa vida que els altres monjos i seguint els ensenyaments del seu pare.
Durant un viatge amb tres companys, passà la nit a una posada. La filla del posader, que havia quedat prenyada d'un soldat feia poc, va acusar Marí d'aquell fet. Acusada injustament, Marina ho considerà com una prova de penitència i no se'n defensà: l'abat, llavors, l'expulsà del monestir i l'obligà a fer-se càrrec del nen, a qui posà el nom de Fortunat.
Va criar el nen com va poder, vivint de la caritat, durant deu anys, en els quals Marina romangué sempre prop del monestir, sense descobrir el seu sexe real, i fent penitència per la culpa que no havia comès. Després de tres anys, i per intercessió dels monjos que no havien cregut l'acusació, l'abat la tornà a admetre, però fent-li fer, com a penitència, els treballs més durs. El nen, mentrestant, s'educava per ésser monjo. En arribar als quaranta anys va emmalaltir i, tres dies després, el suposat monjo va morir.
Quan els monjos l'amortallaven per sebollir-lo, descobriren que era una dona. Llavors entengueren que havia estat difamada i víctima d'una mentida, alhora que n'admiraren la resignació que havia mostrat. Fou sebollida al monestir, com un monjo més. A la seva tomba es van produir miracles, i la posadera i el soldat hi anaren i confessaren la seva maldat davant tothom.
És una història similar a l'explicada de les santes Eufrosina d'Alexandria o Pelàgia d'Antioquia. De fet, Marina és la traducció llatina del nom grec Pelagia (‘del mar’).

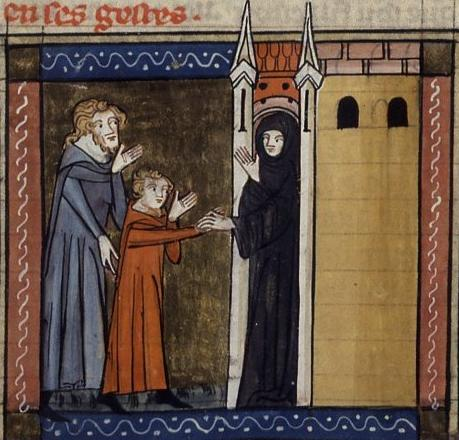
Marina presentada al monestir, miniatura del s. XIV.
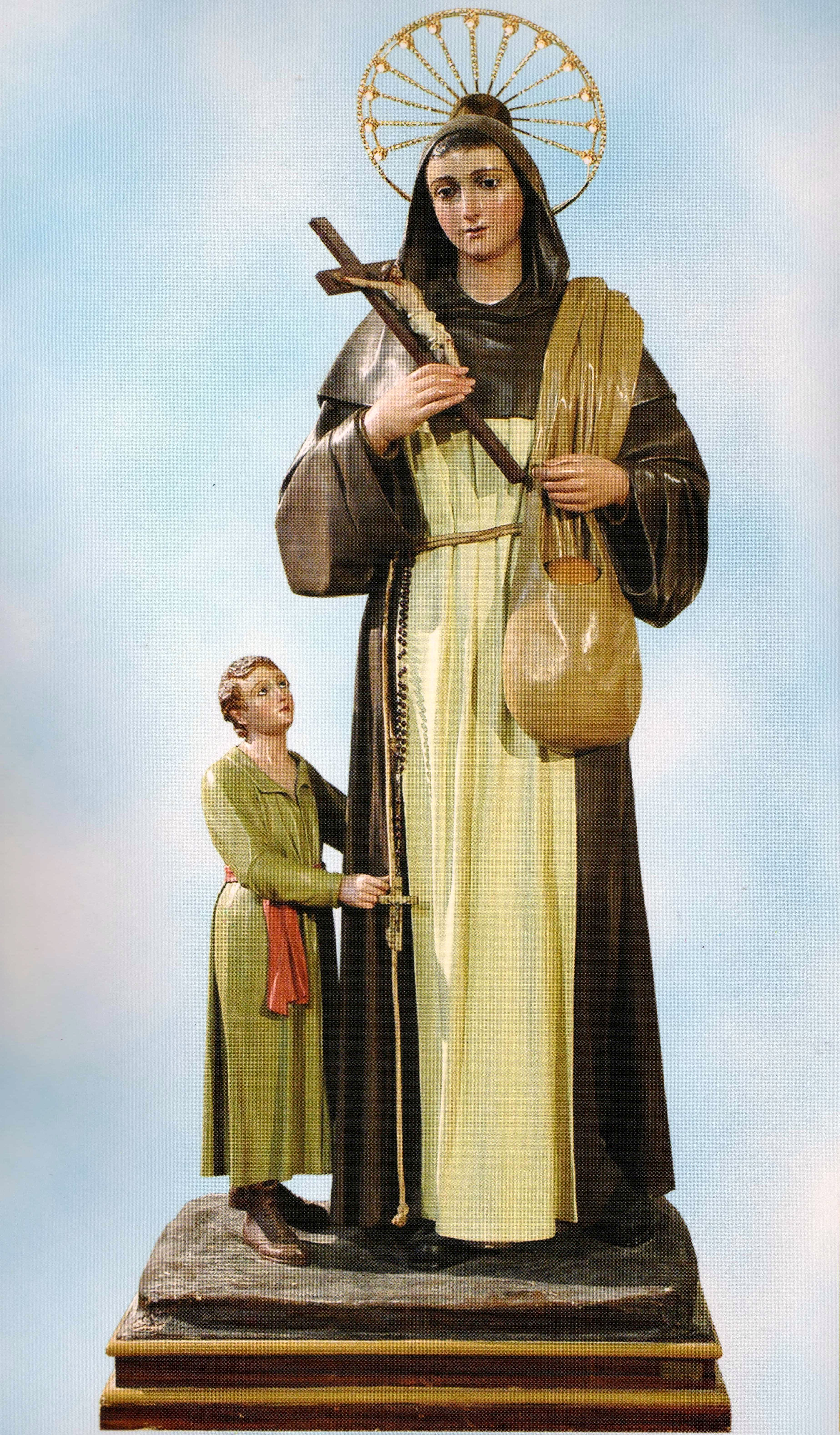
Imatge venerada a S. Marina di Milazzo (Messina)
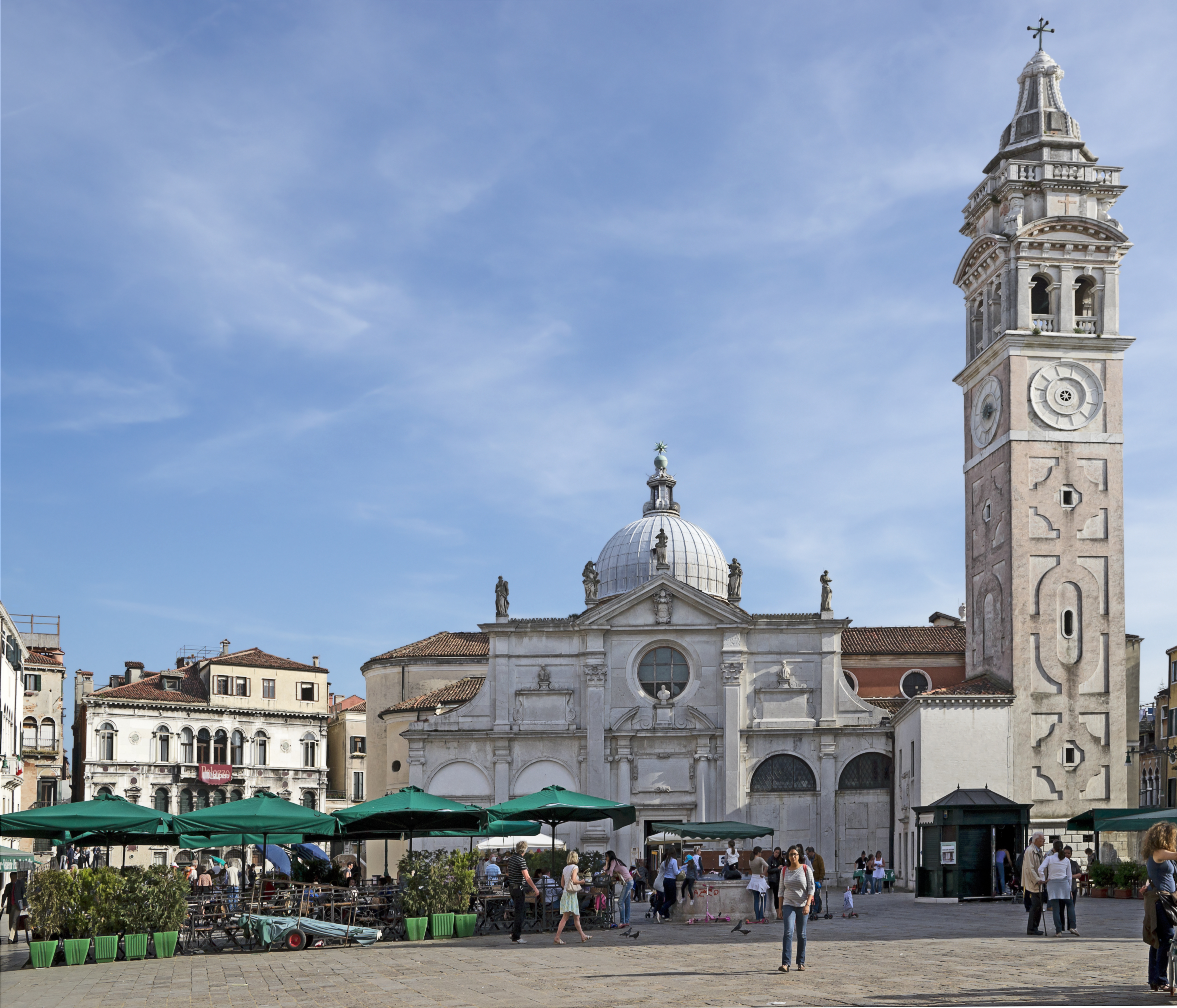
Santa Maria Formosa de Venècia.

## Veneració
El seu cos fou portat a Romania i en 1228, el comerciant venecià Giovanni Bora el portà a Venècia, on s'instal·là a l'església de San Liberale, que prengué el nom de Santi Liberale e Marina. Quan l'església fou destruïda en 1810, les relíquies foren portades a Santa Maria Formosa, on són avui.
Venerada a tota la cristiandat, els coptes la celebren el 15 de misra, que correspon al 21 d'agost. El Martirologi romà la recorda el 18 de juny, i a Venècia se'n fa la festa el 17 de juliol. Els ortodoxos, que la celebren el 12 de febrer del calendari julià (al gregorià, 25 de febrer), també veneren el mateix dia el seu pare Eugeni, també com a sant monjo.

### Tradició catalana
Una tradició barcelonina deia, sense cap fonament, que Marina era una jove de Barcelona, de gran bellesa. Fou calumniada i passà set anys pregant al defora de l'església de Santa Maria; passat aquest temps, es va fer passar per home i ingressà al convent de l'Orde de la Mercè, on visqué com a frare. Morta i descobert per un àngel el seu veritable sexe, el seu cos fou venerat a l'Església de la Mercè.